# Georg (Werdenberg)
Graf Georg von Werdenberg (* um 1430; † 12./15. März 1500) war Graf von Heiligenberg, Sigmaringen und Veringen.

## Herkunft
Georg von Werdenberg stammte aus der Linie Werdenberg-Trochtelfingen-Sigmaringen-Heiligenberg, einer Seitenlinie der Grafen von Werdenberg und war über diese ein Nachfahre der Pfalzgrafen von Tübingen. Er war der älteste Sohn von Graf Johann III. von Werdenberg und Gräfin Elisabeth von Württemberg. Einer seiner Brüder war Graf Haug von Werdenberg, ein anderer Bruder der Bischof Johann von Augsburg. Über die Ehen seiner Schwestern bestanden verwandtschaftliche Beziehungen zu anderen Adelsfamilien, so mit den Grafen von Montfort-Tettnang und den schwäbischen Grafen von Zollern sowie den Herren von Abensberg.

## Leben
Georg trat in den Dienst des Markgrafen Karl I. von Baden und geriet 1462 gemeinsam mit diesem in der Schlacht bei Seckenheim in Gefangenschaft. Er leistete später für seinen Dienstherrn Bürgschaft. Am 19. Mai 1464 heiratete er die Markgräfin Katharina von Baden, eine von Karls Töchtern aus seiner Ehe mit Katharina von Österreich und somit eine Nichte von Kaiser Friedrich III.
Georg hatte 1459 von seinem Vater die Grafschaft Heiligenberg übernommen und übte nach dessen Tod auch das Familienseniorat aus. Er hielt gute Beziehungen zum Ravensburger Handelskapital. Er gehörte zu den Räten von Kaiser Friedrich III. Als stellvertretender Adelshauptmann unterstützte er seinen Bruder Haug bei der Organisation und der politischen Ausrichtung des Schwäbischen Bundes. Spätestens um 1476 ist er in den Dienst der Grafen von Württemberg übergetreten.
Nach seinem Tod wurde sein Besitz unter seinen drei Söhnen geteilt. Diese erbten außer der Grafschaft Heiligenberg auch die Grafschaften Sigmaringen und die Veringen, doch starb mit ihnen die Familie um 1534 in männlicher Linie aus.

## Nachkommen
Aus der Ehe mit Katherina von Baden hatte Georg mehrere Kinder:
- Graf Johann von Werdenberg († 1522), keine Nachkommen.
- Graf Felix von Werdenberg († vom 11. auf den 12. Juli 1530 in Augsburg) ⚭ mit einer wallonischen Erbin, keine Nachkommen. Er war Kriegs- und Hofmann im Dienst der Kaiser Maximilian I. und Karl V.
- Graf Christoph von Werdenberg († 29. Januar 1534 in Sigmaringen) ⚭ 1. mit Eleonora Gonzaga († 1512), ⚭ 2. Johanna von Berselle (Johanna van Witthem) (1495 – nach dem 19. August 1544); aus beiden Ehen keine Nachkommen
- Gräfin Magdalena von Werdenberg (1464 – 9. September 1538) ⚭ Johann III. von Egmond (3. April 1438 – 21. August 1516)
- Gräfin Elisabeth von Werdenberg († 20. Dezember 1536) ⚭ 1485[3] mit Erasmus I. Schenk von Erbach († 1. September 1503)